# Nouvelle Histoire
La Nouvelle Histoire ('nuova storia') è una corrente di pensiero storico che mira all'ampliamento dell'orizzonte di osservazione dello storico mediante la scoperta di nuovi oggetti e lo studio delle scienze sociali, ricorrendo a metodi quantitativi sempre più sofisticati. Essa fu espressa dalla École des Annales: si tratta di quello che, probabilmente, è il più importante gruppo di storici francesi del XX secolo, che divenne celebre per aver introdotto tali rilevanti innovazioni metodologiche nella storiografia.

## Storia
Il nome del gruppo - che viene di solito indicato semplicemente Les Annales - deriva dalla rivista Annales d'histoire économique et sociale, fondata nel 1929 da Marc Bloch e Lucien Febvre, tuttora esistente e pubblicata dal 1994 con il titolo di Annales. Histoire. Sciences sociales.
A Febvre e Bloch si aggiunse il belga Henri Pirenne, studioso di storia economica, che propugnava l'analisi storica comparata, ovvero una disciplina che mette a confronto diversi aspetti della storia. L'espressione Nuova Storia viene utilizzata per la prima volta da Henri Berr nel 1930, in cui l'aggettivo “Nuova” fa riferimento al movimento statunitense della New History del 1912.
L'elemento di iniziale novità nell'approccio di Marc Bloch e Lucien Febvre fu il coinvolgimento nello studio della storia di altre discipline, dalla geografia alla sociologia. Nei primi anni di lavoro presso l'Università di Strasburgo collaborarono strettamente con studiosi di altre scienze sociali e ne acquisirono parte dei metodi.
Dopo la seconda guerra mondiale la corrente di studio ottenne un riconoscimento istituzionale con l'assegnazione della 6º sezione della École pratique des hautes études di Parigi (dal 1975 École des Hautes Études en Sciences Sociales) che Lucien Febvre diresse fino alla  morte, avvenuta nel 1956. Il suo successore fu Fernand Braudel. Negli anni successivi divenne una delle più influenti correnti di studio della storia. La terza e attuale generazione è rappresentata da Jacques Le Goff (morto nel 2014), Pierre Nora e Michel Vovelle (morto nel 2018).

## Metodologia
Questa corrente pone la storia tra le Scienze sociali, un nuovo campo del sapere emerso nei primi anni del ‘900, in base a due caratteristiche fondamentali: il suo rinnovamento integrale e al radicamento in tradizioni antiche e solide.
Numerose scienze si sono modernizzate in questo particolare settore senza che tutto il loro contenuto ne venisse modificato. La geografia fu una delle prime, grazie allo sviluppo della Geografia Umana promossa da Albert Demangeon e Jules Sion.  La geografia intesa come “scienza dell'uomo” influenzò il pensiero di alcuni maestri della nuova storiografia in particolare Lucien Febvre, Marc Bloch e Fernand Braudel; lo stesso Febvre sottolineò la particolare associazione tra geografia umana e nuova storia.
Per la nuova storia assume grande importanza anche la cartografia, non intesa come carte topografiche o illustrative, ma come carte di ricerca e spiegazione allo scopo di cogliere la durata iscritta nello spazio e di formulare ipotesi esplicative suggerite dalle correlazioni tra fenomeni che fanno riferimento ad aree sovrapposte e discordanti. La Nuova Storia non si è limitata ad aprire a nuovi orizzonti e a nuovi indirizzi. Essa si proclama Storia Globale, rivendicando il rinnovamento di tutto il settore storiografico. Essa ha allargato il campo della documentazione storica: scritti di ogni genere, documenti figurativi, reperti archeologici, documenti orali, fotografie, utensili di vario tipo, sono per la Nuova Storia tutti documenti di prim'ordine.
Un altro elemento innovativo apportato da questa corrente di studio fu lo spostamento dell'attenzione dallo studio della storia degli "eventi" (histoire événementielle) a favore dello studio della storia delle strutture: «la scuola francese, specialmente quella fiorita all’ombra dell’Università degli studi di Strasburgo con Marc Bloch e Lucien Febvre, che, dando
vita, nel 1929, alla prestigiosa rivista «Annales d’histoire économique et sociale», hanno realizzato una rivoluzione copernicana nel campo degli studi storici, i cui effetti sono ancora oggi visibili. 
Da quel momento è iniziata quella che Jacques Le Goff ha chiamato «la nouvelle histoire», attenta alle psicologie collettive, alla sensibilità ed alla mentalità religiosa, agli uomini comuni e alla vita quotidiana. In questa maniera, venivano recuperati alcuni soggetti – come le donne, i contadini e i poveri, in genere i “marginali” – che, in passato, non erano stati considerati degni di attenzione dalla storiografia tradizionale, perché rimasti, appunto, ai margini della grande Storia, e, perciò, erano stati sic et simpliciter trascurati. Con il recupero dei nuovi soggetti storici, veniva ridimensionata la concezione eroica della storia, di sallustiana memoria, e si registrava un’attenzione non solo alla qualità – uomini ed eventi considerati “eccezionali” –, ma anche e soprattutto alla quantità – gli uomini comuni, la gente semplice, il popolo “minuto”, i
reietti, “i vermi della terra”, gli “avanzi della storia”».

## La rivista delleAnnales
La tradizione che sta dietro alla Nuova Storia risiede nelle Annales d’histoire économique et sociale, rivista internazionale fondata nel 1929 da Marc Bloch e Lucien Febvre.
Scopo di questa rivista fu quello di liberare la storia dalla miopia connessa alla sua natura disciplinare. Inoltre, attraverso essa si desiderò affermare due direzioni innovatrici espresse dai due aggettivi che componevano il titolo della rivista: economica e sociale. Con l'aggettivo “economica” si cercava di ampliare il campo relativo agli studi economici quasi completamente trascurato dalla storia tradizionale; mentre l'uso dell'aggettivo “sociale” era teso a superare gli sbarramenti che separavano la storia dalle scienze vicine a essa, in particolare dalla sociologia.
Tra il 1924 e il 1939 la battaglia delle Annales si inasprì contro la storia politica: per gli annalisti questa è da un lato una storia-racconto e dall'altra una storia di avvenimenti, ovvero una storia “evenemenziale” .
In seguito alla seconda guerra mondiale, le Annales e gli storici che ruotavano intorno a essa impressero un'ulteriore spinta alla nuova storia. Dopo aver cambiato più volte nome a causa della guerra e dell'occupazione tedesca, dal 1946 la rivista portò un nuovo titolo indicante un ampliamento dei suoi orizzonti: “Annales. Economies – Sociètès – Civilisations”. Accanto ai tradizionali studi economici e sociali, si ha la comparsa del termine “civiltà” che racchiude in esso “il materiale e lo spirituale”.
Marc Bloch nell'“Apologie pour l'histoire ou Mètier d'historien” giustifica l'uso del termine civiltà al plurale: 
"Abbiamo riconosciuto che, in una società, qualunque essa sia, tutto si lega e si condiziona vicendevolmente: la struttura politica e sociale, l'economia, le credenze, le manifestazioni più elementari come le più sottili della mentalità".
La Nuova storia si presenta essenzialmente come una storia francese, e in larga misura lo è. La storia ha giocato in Francia, a partire dal XIX secolo, un ruolo predominante di organizzazione e di avanguardia nel campo delle scienze umane e sociali. 
La Francia è l'unico dei grandi paesi moderni a vantare una tradizione storiografica antica e continua, legata tanto ai centri di potere politico e ideologico (monarchia e chiesa), quanto all'evoluzione sociale (storia nobiliare e borghese).
I maestri delle Annales conducono un'indagine sull'uso del termine civiltà, distaccandosi dall'uso che ne fa Arnold Toynbee il quale fa una confusione di lessico e di pensiero assimilando abusivamente società e civiltà attraverso un metodo comparativo basato su numerosi anacronismi, il ricorso a metafore e una filosofica vitalità.
Obiettivo delle Annales è quello di far comprendere i problemi della storia: “dare una storia non automatica, bensì problematica”. A testimonianza di ciò grande importanza hanno le due opere dei fondatori: "La società feudale" di Marc Bloch incentrata sui modi di vivere e di pensare delle classi sociali, e della storia del potere e dei poteri; "Il problema dell'incredulità nel secolo XVI: la religione di Rabelais" di Lucian Febvre che si focalizza in particolar modo sul centro religioso che ha caratterizzato il XVI secolo. Si parla di una nuova storia che cerca di aprirsi più ampiamente al mondo intero, fuori e contro ogni eurocentrismo.

## Le origini della Nuova Storia
La Nuova Storia può richiamarsi ad alcuni dei più grandi nomi della storiografia e della filosofia a partire dal XVIII secolo.
Voltaire scrisse nella sua “Nouvelles Considerations sur l'Histoire” che si dovesse fare storia economica, demografica, storia delle tecniche e dei costumi e non solo storia politica, militare e diplomatica. Storia delle strutture e non solo degli avvenimenti. Storia esplicativa e non storia puramente narrativa, descrittiva e dogmatica: si parla allora di storia globale. Lo stesso programma della nuova storia fu ripreso nel XIX secolo da Chateaubriand e da Guizot.
Nel 1828, Guizot aveva indicato la civiltà come oggetto principale della storia, in quanto vede in quest'ultima l'idea di progresso. Proprio nella civiltà Guizot racchiudeva i numerosi fatti da raccontare: fatti morali, fatti materiali, fatti individuali, fatti generali e fatti storici.
La prefazione degli Studi Storici di Chateaubriand del 1831 è un vero e proprio manifesto della nuova storia. Si parla anche qui di storia globale in cui l'economico, l'artistico, l'antropologico sono in primo piano: storia dei prezzi e dell'economia politica, storia filosofica, ovvero una storia problematica ed esplicativa. Si parla di una Nuova Storia che Chateaubriand chiama “storia moderna”.
I due precursori che anticiparono - nella loro speculazione teorica - l'esigenza dei una nuova storia sono stati lo storico Michelet e l'economista francese Fraçois Simiand.
Nell'introduzione alla Historie de France del 1869, Michelet aveva sottolineato ancora una volta il rifiuto di una storia politica, auspicando una storia totale e profonda attraverso il richiamo a due orientamenti essenziali per la nuova storia. Da un lato una storia materiale, annunciatrice della storia della cultura, capace di interessarsi al clima, all'alimentazione, alle condizioni fisiche degli individui; dall'altro una storia spirituale, ovvero una storia dei costumi.
Simiand, pur non essendo uno storico, ha avuto molti titoli di merito nei confronti della Nuova Storia. Nel memorabile articolo Méthode historique et science sociale, Simiand denunciò "tre idoli della tribù degli storici". 
- L'idolo politico, inteso come lo studio dominante della storia politica, dei fatti politici, delle guerre, ecc., che porta ad attribuire a questi avvenimenti un'importanza esagerata;
- L'idolo individuale, vale a dire il concepire la storia come storia di individui e non come studio dei fatti;
- L'idolo cronologico, ovvero l'abitudine di perdersi in studi sulle origini, in indagini su varietà particolari.

Eliminare la storia politica fu l'obiettivo primario delle "Annales" e resta primario anche per la Nuova Storia. Altro obiettivo fondamentale è quello di sbarazzarsi della storia dei grandi uomini conferendo un nuovo statuto scientifico alla biografia. Un ultimo grande compito è quello di rivedere le abitudini cronologiche degli storici, compito affrontato molto timidamente. Dunque, la Nuova Storia deve orientarsi verso una presa in considerazione della molteplicità dei tempi storici e dell'elaborazione di regole precise della lunga durata.

## La Nuova Storia oggi
La ricerca storica deve tener conto dei nuovi metodi, dei nuovi problemi e dei nuovi sviluppi. In Faire de l'histoire, la nuova storia, è stata definita sulla base di questi aspetti e delle nuove prospettive.
Una nuova prospettiva dello studio storico è la lunga durata. Marx con il concetto di modo di produzione aveva individuato nei sistemi di durata plurisecolare le tappe salienti della storia e aveva già rilevato un limite della storia del breve periodo: l'incapacità di cogliere i cambiamenti.
Dunque la nuova storia, al contrario della storia del breve periodo, deve essere in grado di spiegare il cambiamento della storia politica, della visione spaziale derivante dalla rivoluzione dei trasporti, del cambiamento determinato dalla comparsa dei nuovi mezzi di comunicazione. 
Questa teoria della lunga durata ha riavvicinato la storia all'antropologia e questo ha determinato un crescente interesse per i costumi, per i modi di alimentarsi, di vestirsi, di abitare. Tuttavia il riavvicinamento non è stato privo di problemi: si pensi ai continenti extraeuropei e ai differenti interessi della nuova storia e dell'antropologia. Se la prima è spesso vicina al folclore, dato anche l'interesse per una etnologia delle differenze, dall'altra gli antropologi rivolgono gli studi all'uomo.
Jacques Le Goff e François Furet hanno tentato di tracciare un programma di studio dell'uomo selvaggio e dell'uomo quotidiano e ne è scaturita la necessità di ampliare e sviluppare i metodi di elaborazione dei testi che testimoniano delle umili realtà quotidiane. Si parla a tal proposito di etnotesti, studiati e raccolti da un gruppo di studiosi dell'Università di Provenza, sotto la direzione di Philippe Joutard e di Michel Vovelle.
L'apertura della nuova storia alle scienze non è avvenuta solo per l'antropologia ma anche per la sociologia, l'economia, la psicologia e la linguistica. La Nuova Storia, nonostante la scuola sociologica francese di Durkheim avesse influenzato le "Annales", non ha trovato molti punti di contatto con la sociologia, caratterizzata dall'utilizzo di un linguaggio filosofico e di metodi di indagine molto empirici che procedono per questionari. 
Anche per quanto riguarda l'economia sorgono dei problemi. La presenza della storia economica per la nuova storia è di grande importanza come testimoniano gli studi condotti da Georges Duby che, partendo dalla storia economica e sociale, ha ampliato gli orizzonti con lo studio dei sistemi di rappresentazione. Ma il carattere sempre più specialistico dell'economia e gli studi a breve e medio termine, rappresentano un limite.
Neppure la psicologia, con l'avvicinamento alla sociologia e con i progressi di una psicologia scientifica più legata alle scienze della natura, ha trovato un posto di rilievo nella nuova storia. Così anche la linguistica moderna nonostante l'attenzione degli storici per l'opera di Emilie Benveniste non si è avvicinata alla Nuova Storia.
Tuttavia ci sono stati alcuni sviluppi interessanti: l'interesse per la psicanalisi, l'incontro con le scienze esatte e in particolar modo con le matematiche ed infine il desiderio di costruire una storia dell'uomo totale, con il suo corpo e la sua psiche collocati nella durata sociale. Per quanto riguarda l'interesse per la psicanalisi, grazie al contributo di Michel de Certeau e da Alain Besancon si può addirittura parlare della nascita di una storia psicanalitica. 
Ma alcuni fattori hanno bloccato questa corrente. Il secondo sviluppo, l'incontro con le scienze esatte e soprattutto con le matematiche, ha portato alla nascita di una nuova scienza, la matematica sociale, la cui utilità è stata più influente per altre aree disciplinari che per la storia. La nuova storia sembra invece avere un ruolo determinante per il terzo sviluppo che tende ad abbattere le barriere tra le scienze umane e le scienze della vita.
Con il tempo gli storici si sono avvalsi dapprima dell'uso della statistica e da circa vent'anni si sono rivolti all'informatica dando inizio ad una vera e propria rivoluzione documentaria: la storiografia quantitativa. 
Con la costituzione di dati cifrati, François Furet e Pierre Chaunu, hanno mostrato da una parte il progresso e l'innovazione della storia quantitativa e dall'altra i limiti del nuovo metodo. La storia quantitativa dipende dalla qualità del programma dello storico e il documento di base è il dato e il corpus. Con questo metodo, è necessario possedere fonti da cui è possibile ricavare una grande quantità di dati come ad esempio il registro parrocchiale. Il nuovo storico, però, deve utilizzare il calcolatore senza assistere in maniera passiva alla produzione "oggettiva" della storia da parte dei documenti.
Lucien Febvre e Marc Bloch hanno mostrato grande interesse per il presente nonostante fossero specialisti l'uno del cinquecento e l'altro del medio evo. Risulta considerevole la parte di articoli di storia recentissima nelle “Annales d'histoire économique et sociale” anche se di fatto, l'entrata della storia contemporanea nella nuova storia è ancora limitata. La storia del presente, infatti, è spesso fatta meglio dai sociologi, politologi e giornalisti.
Nell'ambito del rinnovamento globale apportato dalla nuova storia, sono stati riscontrati dei problemi di fronte al marxismo. Karl Marx per molti aspetti può essere considerato uno dei maestri di una storia nuova, problematica, interdisciplinare e per altri aspetti, è lontano dalla nuova storia per il ruolo esagerato assegnato all'economia. Dunque la Nuova Storia nasce in gran parte dal gruppo delle Annales, attorno alla rivista. Come si è visto precedentemente molti sono stati i progressi: l'apertura alle altre scienze umane, la rivalutazione dell'antropologia nei confronti della nuova storia, la rivoluzione documentaria della storia quantitativa.

## Obiettivi della Nuova Storia
Diversi sono i possibili sviluppi della nuova storia, tra questi vi è la promozione di una nuova analisi dei documenti che si articola in tre fasi: la prima tiene conto del fatto che il documento non è neutro ed è prodotto consciamente o inconsciamente dalle società del passato per imporre una determinata immagine. A questa fase segue la rielaborazione della nozione di tempo, materia prima della storia. È necessario spezzare l'idea di un tempo unico, omogeneo e lineare ed elaborare una diversa cronologia scientifica in grado di datare i fenomeni storici in base alla durata della loro efficacia della storia e non in base alla data di produzione. Infine un'ultima fase che consiste nell'elaborare dei metodi di confronto che consentano di paragonare solo quello che è paragonabile evitando di mettere sotto la stessa etichetta realtà lontane nel tempo e nello spazio e non legate a sistemi storici comparabili. 
Il progresso deve partire anzitutto con la considerazione e l'integrazione dell'interpretazione di tutti i documenti trasmessi dalle società del passato: dal documento letterario e quello artistico. Alla storia manca la dimensione dell'immaginario che è utile a comprendere meglio le società.
È importante, come dichiara Lucien Febvre, che la nuova storia tenga conto delle idee e delle teorie. Sin qui la nuova storia ha cercato di sfuggire alla sistematicità e al puro empirismo a immagine della scuola positivista.
Jacques Le Goff formula tre possibili ipotesi del futuro della storia. Proseguendo nella direzione dell'apertura alle altre scienze si potrà parlare di pan-storia, di una scienza globale dell'uomo, o si arriverà ad una fusione tra antropologia, sociologia e storia, oppure si rinuncerà alla fusione con altre scienze e si ritaglierà un proprio territorio.